# Castets-en-Dorthe
Castets-en-Dorthe korábbi község Franciaország Új-Aquitania régiójában, Gironde megyében. 2017. január 1-jén Castillon-de-Castets korábbi községgel egyesült és az így létrejött Castets et Castillon új község része lett.
Lakosainak száma 1164 fő (2018. január 1.).

## Földrajz
A településen találhatók a Sauternes szőlőültetvények

## Adminisztráció
Polgármesterek:
- 2001–2008 Guy Furton
- 2008–2014 Jean-Pierre Sart
- 2014–2020 Daniel Flipo

## Demográfia
| Lakosok száma | 1182 | 1164 | 1479 | 1158 | 1164 |
|               | 2013 | 2015 | 2016 | 2017 | 2018 |

## Látnivalók
- Hamel kastély
- Saint-Romain templom
- Saint-Louis templom
- Eiffel híd a Garonne folyón (1905)